# Ophrestia upembae
Ophrestia upembae là một loài thực vật có hoa trong họ Đậu. Loài này được (Hauman) Verdc. miêu tả khoa học đầu tiên.